# Ames (Teksas)
Ames je grad u američkoj saveznoj državi Teksas. Prema popisu stanovništva iz 2010. u njemu je živjelo 1.003 stanovnika.